# Listrognathus aequabilis
Listrognathus aequabilis là một loài tò vò trong họ Ichneumonidae.